# E pluribus unum

E pluribus unum sul primo stemma statunitense

E pluribus unum (in italiano Dai molti uno) è una locuzione latina il cui uso più noto è quello di motto nazionale degli Stati Uniti d'America.

## Origine
La frase deriva dal Moretum, poema attribuito a Virgilio.
Nel testo del poema, color est e pluribus unus descrive il miscelarsi dei colori in uno solo.
Si trattava di una locuzione ben nota ai letterati nordamericani del XVIII secolo, in quanto appariva sul Gentleman's Magazine, mensile pubblicato a Londra sin dal 1731.
La leggenda vuole che Ex pluribus unum venisse usato sulla copertina del volume annuale, che conteneva una collezione dei dodici numeri della rivista usciti nel corso dell'anno.

## Adozioni
Il più noto uso della locuzione, come detto, è quella di motto nazionale degli Stati Uniti: lo si può infatti trovare sullo stemma di Stato inscritto in un nastro dorato tenuto dal becco dell'aquila dalla testa bianca al centro dello scudo, nonché su altre emissioni governative basate sullo stesso simbolo (per esempio sulle monete).
La frase si riferisce all'integrazione delle originarie tredici colonie in un'unica nazione unita e fu scelta dal comitato che doveva decidere lo stemma nazionale nel 1776 all'inizio della guerra d'indipendenza, su suggerimento di Pierre Eugene DuSimitiere.
La frase figura anche, fin dall'origine, nel logo societario dello Sport Lisboa e Benfica, polisportiva portoghese fondata a Lisbona nel 1904: appare su un nastro rosso e verde sotto gli artigli di un'aquila che sovrasta lo scudo con gli altri elementi del logo.
La locuzione è stata adottata quale motto e parte integrante del logo di Sistema Impresa, Confederazione datoriale a carattere maggiormente rappresentativo, riconosciuta tale con Decreto del Ministero del Lavoro e delle Politiche Sociali del 10 agosto 2010: appare nel libro retto da un leone alato rivolto verso destra caratterizzato dalla colorazione in blu dei contorni, su sfondo bianco.